# Vochysia assua
Vochysia assua är en tvåhjärtbladig växtart som beskrevs av Stafleu. Vochysia assua ingår i släktet Vochysia och familjen Vochysiaceae. Inga underarter finns listade i Catalogue of Life.